# لاودنویل (اوهایو)
لاودنویل (به انگلیسی: Loudonville) یک روستا در ایالات متحده آمریکا است که در اوهایو واقع شده‌است. لاودنویل ۶٫۷۹ کیلومتر مربع مساحت و ۲٬۶۴۱ نفر جمعیت دارد و ۲۹۴ متر بالاتر از سطح دریا واقع شده‌است.